# Дриса Диало
Дриса Диало (на английски: Drissa Diallo) е роден в Мавритания на 4 януари 1973, но има Френска националност. Той е футболист, който играе в английския футболен отбор от Втора Лига — Милтън Кийнс Донс.

## Кариера
Диало започва своята кариера във Франция, играейки в АС Бреванс и Седан преди да се премести в Белгия, за да играе в РЦ Тюлер и КВ Мехелен.
През 2003 Мехелен фалира и Диало напуска като свободен агент. Неочаквано сменя фронта и подписва с отбор от Меката на футбола — Англия, отборът е ФК Бърнли. Въпреки че клуба от Ланкастършър иска да задържи Диало за по-дълго време, той прекарва само 5 месеца в Бърнли преди Джон Ройл да го привлече в Ипсуич Таун в края на сезона.
Дриса прекарва успешен 2-годишен контракт на Портман роуд и допринася в Ипсуич за достигането на плейофите в Чемпиъншип, но заради тежка травма той напуска тима през 2005.
Мениджърът на Шефилд Уензди, Пол Стърък привлича на своя страна Диало един месец след като отборът спечелва промоция за Чемпиъншип. Диало прави дълбоко впечатление на Хилсбъро, но отново след контузия, на 4 май 2006 той обявява, че напуска Уендзи след изтичането на договора.
Диало подписва с Милтън Кийнс Донс през юли, 2006 заедно с Джон-Пол Макгъвърн.

## Трансфери
| Дата           | Клуб              | За         |
| -------------- | ----------------- | ---------- |
| 1 август 2001? | КВ Мехелен        | Не се знае |
| 10 януари 2003 | Бърнли            | Свободен   |
| 4 юни 2003     | Ипсуич Таун       | Свободно   |
| 1 юли 2005     | Шефилд Уензди     | Свободно   |
| юли 2006       | Милтън Кийнс Донс | Свободно   |

## Статистика
| Клуб                       | Сезон   | Лига  | Лига   | ФА Къп | ФА Къп | Купа на лигата | Купа на лигата | Европа | Европа | Други | Други  | Общо  | Общо   |
| Клуб                       | Сезон   | Срещи | Голове | Срещи  | Голове | Срещи          | Голове         | Срещи  | Голове | Срещи | Голове | Срещи | Голове |
| -------------------------- | ------- | ----- | ------ | ------ | ------ | -------------- | -------------- | ------ | ------ | ----- | ------ | ----- | ------ |
| Шефилд Уензди              | 2005-06 | 11    | 0      | 0      | 0      | 1              | 0              | 0      | 0      | 0     | 0      | 12    | 0      |
| Ипсуич Таун                | 2004-05 | 27    | 0      | 0      | 0      | 2              | 0              | 0      | 0      | 0     | 0      | 29    | 0      |
| Ипсуич Таун                | 2003-04 | 19    | 0      | 0      | 0      | 1              | 0              | 0      | 0      | 0     | 0      | 20    | 0      |
| Бърнли                     | 2002-03 | 14    | 1      | 4      | 1      | 0              | 0              | 0      | 0      | 0     | 0      | 18    | 2      |
| Общо (Последните 4 сезона) |         | 71    | 1      | 4      | 1      | 4              | 0              | 0      | 0      | 0     | 0      | 79    | 2      |

|  | Тази страница частично или изцяло представлява превод на страницата Drissa Diallo в Уикипедия на английски. Оригиналният текст, както и този превод, са защитени от Лиценза „Криейтив Комънс – Признание – Споделяне на споделеното“, а за съдържание, създадено преди юни 2009 година – от Лиценза за свободна документация на ГНУ. Прегледайте историята на редакциите на оригиналната страница, както и на преводната страница, за да видите списъка на съавторите. ВАЖНО: Този шаблон се отнася единствено до авторските права върху съдържанието на статията. Добавянето му не отменя изискването да се посочват конкретни източници на твърденията, които да бъдат благонадеждни. |